# Město krátkých vzdáleností

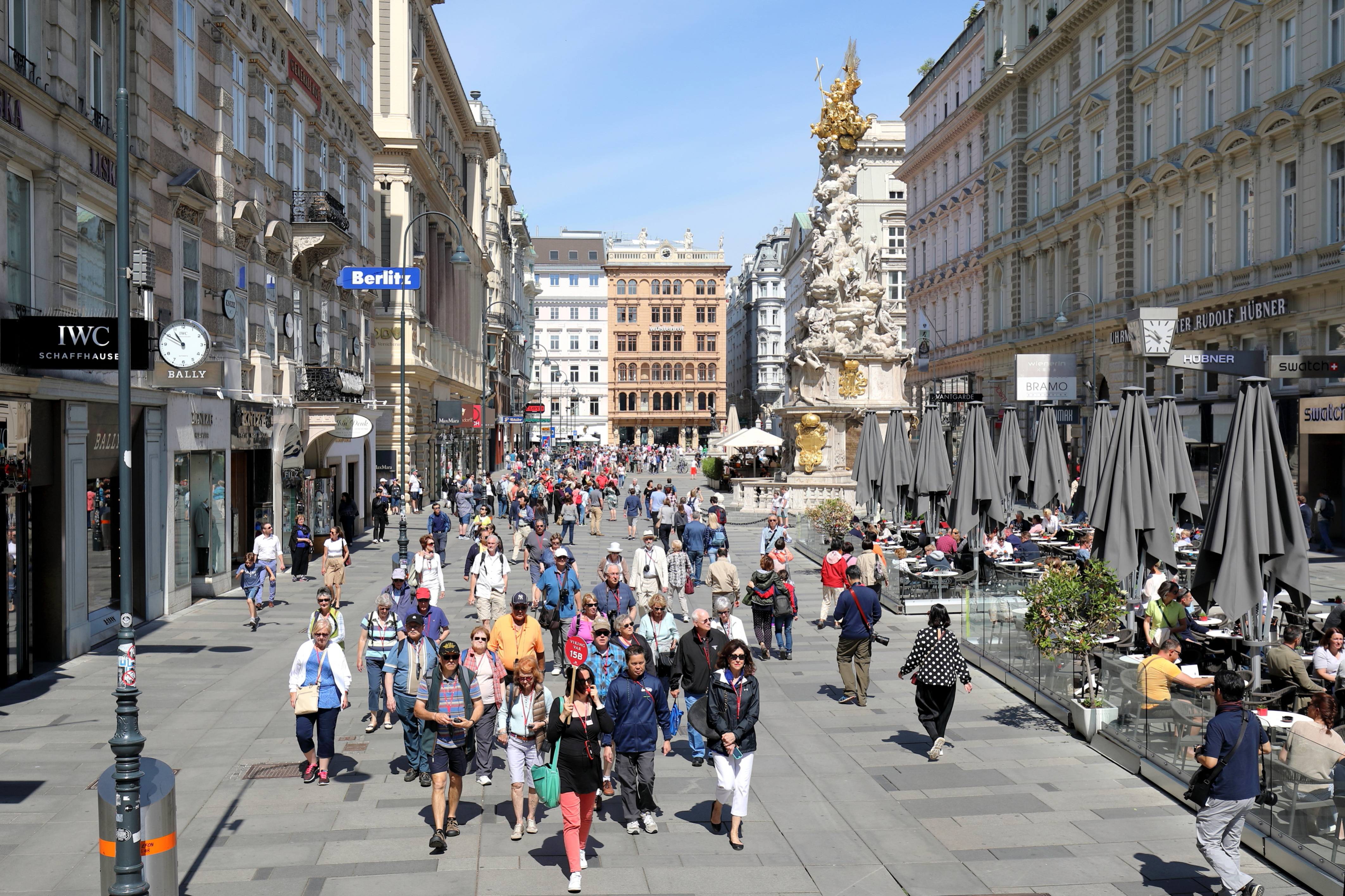
Vídeň je městem krátkých vzdáleností a pravidelně se umísťuje na žebříčku měst s nejvyšší kvalitou života na světě

Město krátkých vzdáleností nebo také kompaktní město je dopravně-urbanistický koncept založený na tom, že obyvatelé mají všechny denní potřeby v blízkém okolí svého bydliště. Většinu každodenních cest do práce, obchodů, za vzděláním či službami lze urazit v relativně krátkém čase (např. do 15 minut), a to pěšky, na kole nebo veřejnou dopravou. To je zajištěno pomocí vyšší hustoty zástavby, která má pestrou škálu funkcí. Takové město je konkurenceschopnější, atraktivnější, má nižší spotřebu energií, čistší ovzduší i zdravější a šťastnější obyvatelstvo.
Kompaktní město umožňuje svým obyvatelům život bez aut, jelikož je automobil potřeba jen ve výjimečných případech. Lidé, kteří nemohou ze zdravotních, finančních nebo sociálních důvodů řídit, tak nejsou vyloučeni ze společenského života.
Města krátkých vzdáleností pravidelně získávají nejlepší místa ve světovém žebříčku měst, která jsou nejlepší k životu. Jde například o Vídeň, Mnichov nebo Düsseldorf.